# Даличский колледж
Далидж-колледж (англ. Dulwich College) — автономная школа для мальчиков в английском Далидже, в Лондоне. Колледж был основан в 1619 году Эдуардом Алленом и насчитывает более 1500 учеников в возрасте от 2 до 18 лет.
Известными учениками Далидж-колледжа были среди прочих исследователь Антарктики Эрнест Шеклтон, писатели Пелам Гренвилл Вудхаус и Рэймонд Чандлер, политики сэр Китое Аджаса, бывший председатель UKIP Найджел Фарадж.